# Dethiosulfovibrio russensis
Dethiosulfovibrio russensis è una specie di batterio appartenente alla famiglia delle Syntrophomonadaceae.